# Democracia cristiana
La democracia cristiana es una rama del conservadurismo que tiene sus orígenes en el pensamiento de figuras tales como Jacques Maritain, Emmanuel Mounier o Luigi Sturzo, la doctrina social de la Iglesia católica y la ética social protestante. Es distinto del socialismo cristiano, aunque tienen raíces ideológicas comunes y las dos doctrinas dicen estar influidas por las enseñanzas de Jesucristo.
Esta corriente surgió en el siglo XIX en Europa. En un principio fue condenada por la Iglesia católica —con mayor contundencia por los papas Pío IX y Pío X—, si bien el papa León XIII aceptó la expresión «democracia cristiana» en el sentido de «acción benéfica en provecho del pueblo», condenando en cambio la democracia social, por ser enemiga de la organización por clases sociales, y la democracia política, por afirmar que el poder emana del pueblo. Sin embargo, especialmente tras el Concilio Vaticano II, los postulados democráticos fueron aceptados por la Iglesia y actualmente la llamada democracia cristiana continúa teniendo una fuerte influencia en partes de Europa y Latinoamérica.
Los movimientos demócrata-cristianos no son círculos puros de pensamiento y de doctrina, sino grupos de acción con la aspiración de llevar a la democracia las consecuencias derivadas de los principios filosóficos cristianos, entre ellos la concepción de la historia con una raíz espiritual, no materialista; la primacía de lo moral; la dignidad de la persona; la primacía del bien común y la justicia social.
Los demócrata-cristianos o democristianos colocan a la persona en el centro, principio y fin de toda acción política, tanto en su dimensión espiritual como material, por lo que pregonan «romper con el juego pendular» que llama «mentiroso» de izquierdas y derechas que afirma que responden a una concepción materialista, se autodefine como «de avanzada, moderada, de consenso, de la sensatez o de la racionalidad», por lo que ha sido calificada como de centro, de centroderecha o de centroizquierda en distintos momentos históricos. Mientras en Europa representa al movimiento político de centroderecha dominante, en Latinoamérica los partidos demócrata-cristianos tienden a inclinarse hacia la izquierda.
La equivalencia entre centrismo y conservadurismo propia del democristianismo es la forma mayoritaria de conservadurismo en los países de mayoría católica de Europa continental y América Latina desde el final de la Segunda Guerra Mundial, países donde los partidos conservadores que estaban tutelados por la Iglesia católica evolucionaron —por recomendación de la Iglesia— del integrismo hacia el democristianismo entre las décadas de 1930 a 1950.
Se definen como un movimiento no confesional, del que no solo los cristianos pueden formar parte, pero todos sus miembros deben «guardar conciencia plena con su ideario».

## Características

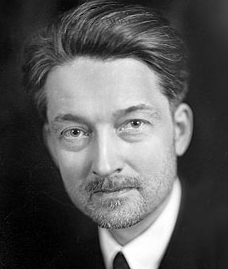
Jacques Maritain principal exponente del humanismo cristiano.

La Democracia Cristiana es una corriente política personalista comunitaria cuya base es la imagen cristiana del ser humano, su libertad y dignidad física y espiritual intrínseca, y el valor de la comunidad al servicio de las personas concretas, no de fuerzas anónimas colectivas.
La doctrina democratacristiana pone énfasis en las comunidades a las que llama «vitales», que son la familia, la asociación profesional y la nación.Sus valores básicos son la libertad, la participación democrática y la justicia social en busca de la promoción de las personas que son como un fin en sí mismo, esto es un humanismo integral. 
Este pensamiento político, el humanismo cristiano, tiene orígenes en las enseñanzas de Jacques Maritain, Emmanuel Mounier, los pronunciamientos de la enseñanza social católica y la ética social protestante, muy distintos del socialismo cristiano que es socialista, aunque las dos doctrinas dicen estar influidas por las enseñanzas de Jesucristo. Surgió en el siglo XIX en Europa, y continúa teniendo una fuerte influencia en Europa y Latinoamérica.
En la práctica política, los democristianos han sido calificados como de centroderecha en asuntos económicos, morales y culturales y de centroizquierda asuntos políticos y sociales. La Democracia Cristiana no tiene su origen en el socialismo ni relación alguna con la Internacional Socialista, sino en la Doctrina social de la Iglesia. Aunque en muchas ocasiones la democracia cristiana ha aceptado el liberalismo, y comparte la idea de la reducción de impuestos con la intervención estatal con el fin de acabar con la injusticia social; en general los principios que han regido su matriz se derivan de la idea del estado del bienestar o Estado social. Por esa razón es frecuente encontrar partidos democristianos en la centroderecha. La Democracia Cristiana puede manifestar un cierto conservadurismo que la distingue en ese caso del progresismo; y una notoria inclinación estatista lo que también la separa del liberalismo económico.

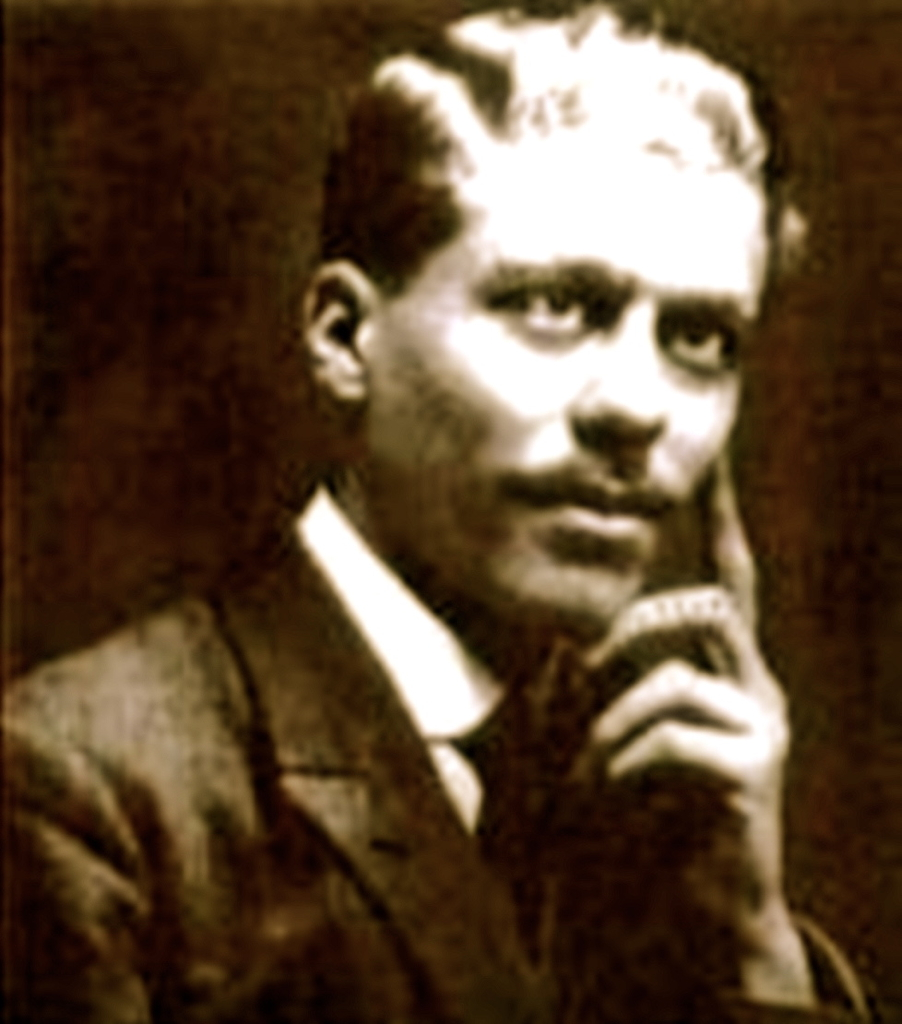
Emmanuel Mounier fundador del movimiento personalista comunitario.

Para la Iglesia católica, la democracia cristiana ha existido desde finales del siglo XIX, cuando el Papa León XIII escribió la encíclica Rerum novarum, una respuesta al socialismo y a los nuevos sindicatos en la cual la Santa Sede reconoció las privaciones del trabajador y se dispuso a aliviarlas.
En su encíclica Graves de communi sobre la Democracia Cristiana, León XIII definió el concepto como «la acción benéfica, cristiana, en favor del pueblo»; se trataba de un empeño por librarlo y preservarlo de lo que el papa definía como «la peste del socialismo». Esta acción habría de conformarse a la Ley natural y al Evangelio y llevar el sello de toda obra católica, con sumisión a la autoridad eclesiástica.
No obstante, algunos católicos dieron al concepto de democracia cristiana un significado político, distinto del postulado por León XIII. Distanciándose de este otro concepto, en 1910 su sucesor Pío X condenó en su encíclica Notre charge apostolique el movimiento de catolicismo democrático de Le Sillon. Respecto a la cuestión obrera, en 1931 el papa Pío XI reafirmaría la posición de la Iglesia católica en la encíclica Quadragesimo Anno.
Para el presbítero José Ricart Torrens, que entendía la democracia cristiana de Maritain como un «liberalismo católico» que proclama como única fuente de poder el sufragio universal, esta doctrina no era más que un principio rosseauniano. Ricart afirmaba que en el orden doctrinal político no había principio más seriamente condenado por la Iglesia que aquel, que era además «especialmente ridículo, anacrónico y herético».

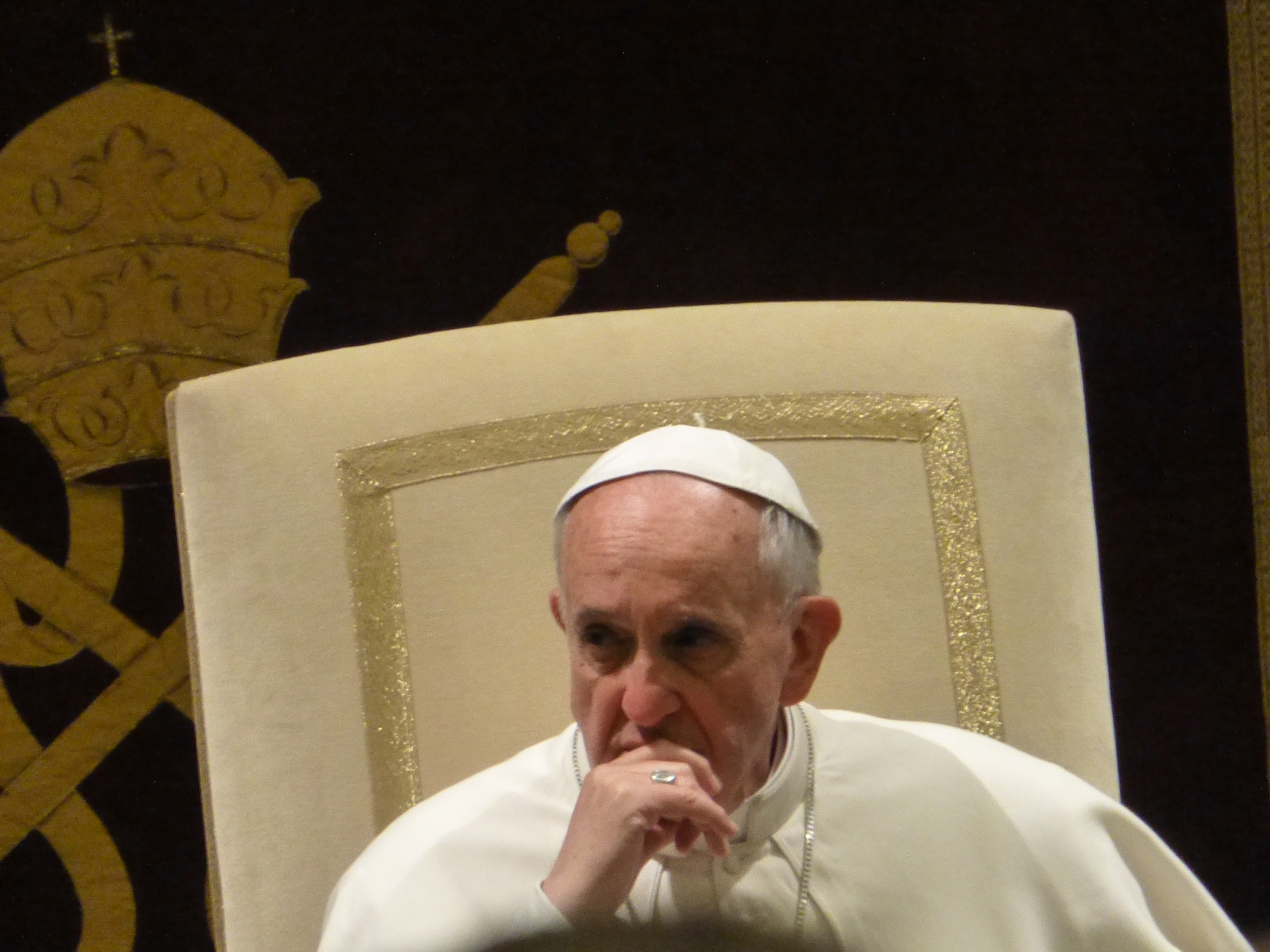
El Papa Francisco ha puesto como ejemplo a los políticos democratacristianos en proceso de canonización Robert Schuman y Alcide De Gasperi por ser «católicos que hicieron una política no sucia, buena».

Aunque hay muchas formas de democracia cristiana, generalmente están de acuerdo en ciertas materias. Su idea del Estado no corresponde a la de los liberales absolutos: debe ser descentralizado y estar compuesto de varios conjuntos, pero debe tener una capacidad indiscutible. Los demócrata cristianos creen que la sociedad debe ser responsable de la economía, pero no discuten los principios del capitalismo, creen que debe haber un capitalismo con rostro humano, lo que lo diferencia de la socialdemocracia. La democracia cristiana se parece más al socialismo cristiano, el cual cree que el deber del Estado es cuidar de sus ciudadanos.
Los democristianos generalmente siguen la posición de la Iglesia católica en temas morales. Sin embargo, la mayoría de los partidos que se proclaman como tales ha aceptado el divorcio y el gobierno secular.
La democracia cristiana ha sido más prominente en Italia, Alemania, Países Bajos y América Latina, destacándose Chile, Venezuela y República Dominicana. El primero ha tenido tres presidentes democristianos: Eduardo Frei Montalva (1964-1970), Patricio Aylwin (1990-1994) y Eduardo Frei Ruiz-Tagle (1994-2000); el segundo dos: Rafael Caldera y Luis Herrera Campins; y en República Dominicana Joaquín Balaguer por varios periodos.

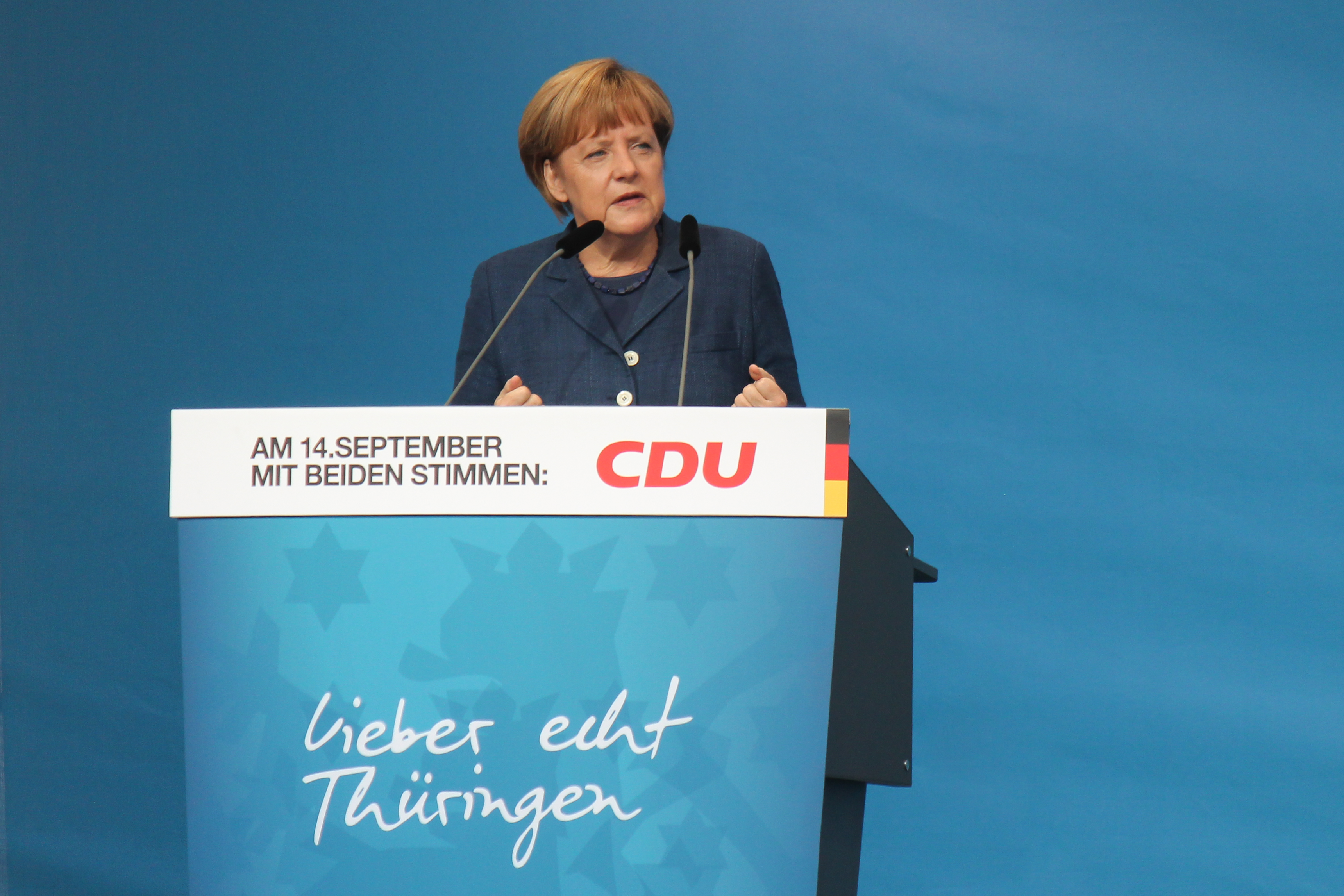
Angela Merkel Presidente del partido demócrata cristiano de Alemania, la CDU, 2014

En América Central después de años de dictaduras y gobiernos autoritarios algunos de los primeros presidentes civiles electos fueron demócrata cristianos: José Napoleón Duarte (El Salvador, 1984-1989), Marco Vinicio Cerezo Arévalo (Guatemala, 1986-1990). En Costa Rica, han sido electos presidentes por el Partido Unidad Social Cristiana (PUSC) Rafael Ángel Calderón Fournier (1990-1994), Miguel Ángel Rodríguez Echeverría (1998 - 2002) y Abel Pacheco de la Espriella (2002 - 2006).
En México y Paraguay, países donde un solo partido político fue hegemónico por décadas (el PRI por 70 años en el primero y el Partido Colorado por sesenta en el segundo), fueron partidos demócrata cristianos los primeros en romper con esa larga hegemonía; en México con el triunfo de Vicente Fox proveniente del Partido Acción Nacional y en Paraguay con la victoria de Fernando Lugo del Partido Demócrata Cristiano en coalición con otros partidos políticos. El PAN además dio otro presidente posterior a México; Felipe Calderón.

## Ideario

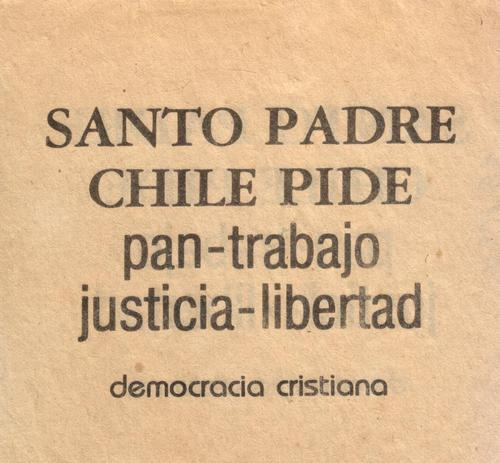
Folleto de la Democracia Cristiana en Chile, emitido en la visita de Juan Pablo II a dicho país.

Cualquier organización que se declara humanista cristiana comparte internacionalmente un mismo pensamiento y valores en materias esenciales, con validez para cualquier época y lugar. Y aunque los partidos de tal inspiración no son confesionales o integrados solo por creyentes, el conjunto de valores que profesan emanan de la doctrina social cristiana.
Explica Álvaro Góngora del Partido Demócrata Cristiano de Chile sobre los democratacristianos:

...«Comparten una visión de mundo cuya centralidad es la persona, tanto en su dimensión espiritual como material. De este modo y acorde con el orden natural, el género humano goza del derecho a ejercer el valor supremo de la libertad, que propicia su realización como persona. Por lo mismo, el humanista cristiano favorece y protege el desarrollo social a través de comunidades, como la escuela, el sindicato, la iglesia, formas de asociación en general y, particularmente, la familia nuclear y extensiva, cuyos integrantes poseen vínculos de estrecha consanguinidad (padre, madre e hijos) o grados de parentesco. Se trata de la unidad social por excelencia, fuente de vida y humanización. En esta línea, considera primordial y absoluto el derecho a la vida, condenando toda acción que lo vulnere.

El humanista cristiano tiene por objetivo la justicia social, la solidaridad, mejorar las formas de convivencia entre las personas y su entorno, aspirando a superar la pobreza material y espiritual. En política, es claramente democrático y aspira a fortalecer el sistema compartiendo posiciones únicamente con partidos de idéntica vocación. Es manifiestamente contrario al estatismo o colectivismo, por cuanto limita la libertad y anula el valor de las comunidades naturales. Sin embargo, demanda del aparato estatal eficiencia para sostener la productividad y programas sociales destinados a mejorar las condiciones de vida de los sectores necesitados.
En materia económica actúa bajo el mismo predicamento. Reconoce beneficios al modelo de economía social de mercado, porque posibilita la asignación de recursos, mantiene los equilibrios macroeconómicos, respeta la propiedad privada y la libre competencia, aunque con ciertas regulaciones tendientes a evitar privilegios, monopolios estatales o gremiales y el crecimiento con equidad social.»

Añade sobre qué es la democracia cristiana Eduardo Fernández del partido demócrata cristiano de Venezuela, el Copei:

...«Soy militante, desde que tengo uso de razón, de una causa de fe que se llama la democracia cristiana, también conocida como el humanismo cristiano.

Se trata de una manera de ver al hombre o, mejor dicho, a la persona en su relación con las otras personas y con la humanidad en general.
En la raíz de nuestro pensamiento hay un concepto fundamental: la dignidad de la persona, de cada una de las personas y del conjunto de las personas.
Esa dignidad tiene un fundamento infinitamente trascendente: la filiación divina. Todos somos hijos de Dios y como todos tenemos un padre en común, todos somos hermanos. De allí surge el mandamiento del amor y de la fraternidad. «Que os améis los unos a los otros como yo os he amado. En eso conocerán que sois mis discípulos» (Jn 13.34-35).
Los demócratas cristianos creemos en esa dignidad eminente de cada persona y del conjunto de las personas humanas; por eso, el compromiso con la justicia social con la igualdad de oportunidades para todos; por eso, la solidaridad con los que sufren, con los pobres, con los marginados.
Ser demócrata cristiano es creer en la democracia como fórmula de gobierno, precisamente porque la democracia es la forma de gobierno más compatible con el concepto de la dignidad de la persona, de cada una de las personas y del conjunto de las personas.
Ser demócrata cristiano es apostar al bien común al desarrollo integral de la sociedad y de cada uno de sus miembros.
Es apostar por un desarrollo económico equilibrado que sea capaz de generar empleo para todos, bienes y servicios para todos y oportunidades para todos.
El mejor ejemplo que podemos exhibir en esta materia es el formidable éxito de Alemania, gobernada por muchos años por el Partido Demócrata Cristiano.
Ser humanista cristiano es creer en la educación como instrumento fundamental para erradicar la pobreza y para asegurar el progreso y el bienestar de las naciones. Es a través de la educación que promovemos la dignidad de la persona.
Finalmente, ser demócrata cristiano es proclamar que la política, como toda actividad humana, está subordinada a la moral, a la ética. Que no todo está permitido en política, sino aquello que concuerda con los principios.

Y es, además, proclamar la cultura de la vida y derrotar a la cultura de la muerte. Es estar del lado de la paz, del diálogo, de la esperanza, de la justicia, de la libertad y del amor.

### Política basada en la comprensión cristiana del hombre
Los demócratas cristianos se orientan de acuerdo a la imagen cristiana del ser humano y su dignidad intangible, viendo la realidad con ojos de discípulos de Jesucristo:

...“Para nosotros, el hombre es creado por Dios a su imagen y semejanza. De manera consecuente con la imagen cristiana del hombre, hacemos profesión de su dignidad inviolable. Todos los seres humanos tienen la misma dignidad, independientemente de su sexo, color de piel, nacionalidad, edad, convicción religiosa y política, discapacidad, salud y capacidad de rendimiento, de sus éxitos o fracasos y del juicio de otros. Respetamos a cada ser humano como persona única e indispensable en todas las fases de la vida. La dignidad del hombre –también del no nacido y del moribundo- es inviolable.

Emblema de la Democracia Cristiana Italiana

De la dignidad del hombre se origina su derecho al libre desenvolvimiento de la personalidad, y al mismo tiempo la responsabilidad ante el prójimo. El hombre posee la libertad de decidir moralmente. Según la comprensión cristiana, el hombre tiene responsabilidad ante Dios y ante su propia conciencia, y está vinculado en comunidad con sus semejantes.
Cada persona está expuesta al error y la culpa. Por ello se han puesto límites a la capacidad planificadora y edificadora de la política. Este enfoque nos protege de doctrinas ideológicas redencionistas y de una concepción totalitaria de la política. Asimismo, genera disposición para la reconciliación.
Concebimos al hombre como parte de la Creación. No le corresponde disponer a su antojo de la naturaleza, que nos ha encomendado para configurarla y preservarla. Somos responsables de cómo habremos de transmitirla a las generaciones por venir.

En esta imagen del hombre se basan los fundamentos de los Estados de derecho y constitucionales democráticos. Esto se aplica también para quienes no derivan de la fe cristiana la dignidad, la igualdad y la libertad del hombre. Tomado del Programa del partido demócrata cristiano de Alemania, la CDU.

### Política económica social de mercado
En materia económica el PDC tiene como regla «tanto mercado como sea posible y tanto Estado como sea necesario», teniendo siempre como eje y destinatario de toda acción en economía al hombre, con responsabilidad social y ecológica, en el marco de la economía social de mercado, un modelo de economía y sociedad en constante cambio que se ha definido de la siguiente manera:

...«La economía social de mercado es un sistema que combina la competencia sobre la base de la iniciativa libre de los individuos con la seguridad social y el progreso social».

La expresión se basa en Alfred Müller-Armack, quien combinó en este modelo ejemplo elementos del neoliberalismo alemán (en especial el ordoliberalismo, liberalismo sociológico) y la visión social cristiana. Algunos autores lo llamaron el tercer camino entre capitalismo y socialismo, otros autores se distanciaron explícitamente del así llamado tercer camino.
La expresión economía social de mercado se ha convertido en la expresión para la programación económica de la República Federal de Alemania y de Austria, y se ha mostrado que es de multi entendimiento y larga duración.

### Comparación con otras corrientes políticas
Como con cualquier ideología política, la democracia cristiana ha tenido manifestaciones diferentes a través del tiempo y en distintos países; hay dos amplias ideologías que son llamadas democracia cristiana.
Como generalización, se puede decir que los partidos democristianos en Europa tienden a ser moderadamente conservadores, y en varios casos se presentan como el principal partido conservador en sus respectivos países (por ejemplo en Alemania, España, y Bélgica). Estas generalizaciones, sin embargo, deben ser diferenciadas por la consideración de que la democracia cristiana no encaja precisamente en las categorías usuales del pensamiento político, sino que más bien incluye elementos comunes a otras ideologías políticas:
|           | Comparación con el Conservadurismo | Comparación con el Liberalismo | Comparación con el Socialismo |
| --------- | --- | --- | --- |
| En común  | Valores morales tradicionales (contrarios al aborto y a favor de la familia tradicional), oposición a la secularización, una visión del desarrollo evolucionario (como opuesto a revolucionario) de la sociedad, un énfasis en la ley y el orden, y rechazo al comunismo. | Un énfasis en los derechos humanos y una visión positiva del libre mercado (ver: libertarismo cristiano).                                         | Un énfasis en la comunidad, solidaridad social, el humanismo, el apoyo al estado del bienestar, y por alguna regulación del mercado. |
| En contra | Abierto al cambio (por ejemplo, en la estructura de la sociedad) y no necesariamente con apoyo al statu quo social cuando la caridad y la justicia social faltan en la sociedad.                                                                                          | Un rechazo al secularismo y al anticlericalismo. Énfasis en el hecho de que el individuo es parte de una comunidad y tiene deberes para con ella. | La mayoría de los demócratas cristianos apoyan una economía de mercado y no adhieren a la doctrina de la lucha de clases. Además es manifiestamente contrario al estatismo o colectivismo, por cuanto limita la libertad y anula el valor de las comunidades naturales. Esto no necesariamente se ve en algunos sectores democristianos con una fuerte influencia de la Teología de la Liberación. |

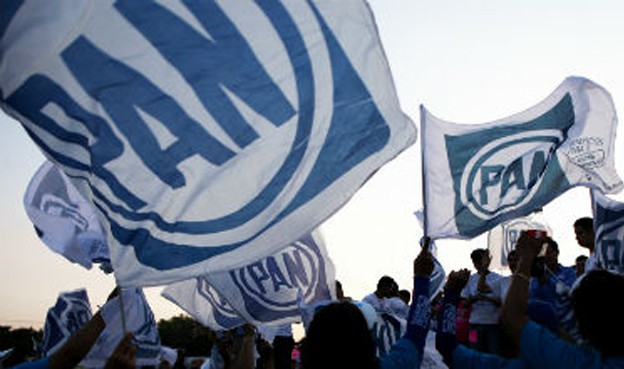
Miembros del PAN en México en campaña

Los democristianos son por lo general conservadores en lo social, y como tales, mantienen una posición relativamente escéptica respecto a temas como el aborto y el matrimonio entre personas del mismo sexo, aunque algunos partidos demócrata cristianos han aceptado la legalización limitada de ambos. Es común que los partidos democristianos tiendan a marcar la herencia cristiana de su país, y afirmar posiciones éticas explícitamente cristianas, antes que adoptar una visión más liberal o secular.
En asuntos económicos, los demócratas cristianos no suelen desafiar al capitalismo como sistema económico, a diferencia de su repudio explícito al comunismo y similares ideologías, aunque sí ven a la economía como algo al servicio de la humanidad. El deber del estado con respecto a la sociedad es de real importancia para los democristianos, algunos ven a este deber como meramente para crear las condiciones para que la sociedad civil florezca por fuera de las fronteras del estado, mientras que otros lo ven como un deber más directo del estado con los ciudadanos. En décadas recientes, algunos partidos demócrata cristianos en Europa han adoptado políticas consistentes con un punto de vista liberal en lo económico, mientras que otros demócrata cristianos por momentos parecen mantener visiones similares del socialismo cristiano.
En algunos países latinoamericanos los partidos democristianos suelen ser posicionados a la derecha del espectro político, entre otras cosas, por sus posturas económicas neoliberales y conservadoras casos de México, Costa Rica, Perú y Ecuador, mientras en otras naciones se les ubica a la izquierda con posiciones mucho más progresistas o que forman parte de coaliciones junto a partidos socialistas casos de Chile, Uruguay, Paraguay y Guatemala.

### Contrapunto con ciertos pensadores católicos sin esperanza respecto de la política contemporánea
Por influencia de las enseñanzas del filósofo Jacques Maritain, en sus obras Humanismo Integral y El campesino del Garona (Ed. Desclée de Brouer, 1968), en el cual Maritain efectuó rectificaciones a resultas del post-concilio, y las enseñanzas de los papas León XIII, Pío XI, Pío XII, Pablo VI en su encíclica Populorum Progressio (1967), Juan Pablo II en su encíclica Sollicitudo rei socialis (1987) y en el Compendio de la Doctrina Social de la Iglesia (2004), y Benedicto XVI en su encíclica Caritas in veritate (2009); en la base del pensamiento democristiano es muy importante la distinción entre cristianismo y cristiandad porque no ven posible una vuelta atrás a la época feudal europea, la cristiandad tradicional, en que existía una unidad cristiana en los ámbitos sociocultural y político, con una cabeza visible que era el Papa que consagraba a los reyes. La Democracia Cristiana distingue el cristianismo, como religión, de la cristiandad como influjo del Evangelio en lo material, una visión del hombre llamada Humanismo Integral.
Los democratacristianos afirman que el cristianismo es uno y que las cristiandades son varias según cada época histórica. Y aunque no descartan que la Iglesia (o iglesias), y el Estado puedan colaborar entre sí, cada una en sus respectivos ámbitos, y que la Iglesia pueda influir en el Estado, plantean reformular por completo la efectiva vigencia y el incomparable poder de irradiación sobre el orden sociopolítico, de la Fe, y de la Vida Eclesial, en un con contexto temporal ‘pluralista’ totalmente adverso, signado por aquello que Benedicto XVI tantas veces denunció como 'Tiranía del Relativismo’ … En tal contexto, la imposición ‘manu militari’ de un 'Estado Confesional Católico’ resultaría rigurosamente descabellada y contraproducente.
Este punto de vista, que se encuentra en los documentos del Concilio Vaticano II (Gaudium et Spes, en particular) y su germen se puede encontrar en la Parábola del trigo y la cizaña y en la filosofía de la Divina providencia (no una doctrina solamente, pues está entre el 1.er y el 3.er tomo de la Summa contra Gentiles de Santo Tomás de Aquino y se fundamenta racionalmente, aunque con datos de la Sagrada Escritura con la que no es contradictoria), contrasta fuertemente con el pensamiento típicamente blanco o negro de algunos pensadores católicos que acusan a los democristianos de «modernistas» y que piensan que el florecimiento de la cristiandad fue solamente en el Medioevo y que más tarde vino la apostasía, que comenzó en el terrible siglo XIV (Cisma de Occidente, peste negra, nominalismo triunfante en los claustros universitarios, etc.) luego por el protestantismo, Jacobinismo de la Revolución Francesa, la masonería, el marxismo y actualmente por el relativismo, el naturalismo, el inmanentismo y la pérdida del sentido de la existencia que caracterizan al llamado posmodernismo.
Es que muchos de estos pensadores católicos sin esperanza respecto de la política contemporánea que no son democráticos, al igual que otros que llegan hasta el extremo de afirmar que se puede ser católico y capitalista o católico y comunista, pregonan que la Doctrina Social de la Iglesia y las encíclicas sociales no son dogma porque los Papas no hablan en ellas «ex cathedra», pero este planteo se contradice con las mismas enseñanzas de la Iglesia Católica que califica a este razonamiento como «teología del dispenso» contemporánea.
Desde la perspectiva de la fe católica de todos los tiempos no es lícito pensar y sostener que sólo el Magisterio «ex cathedra» es infalible. También el Magisterio ordinario universal goza de infalibilidad, como bien lo señala taxativamente la Lumen Gentium:

...« ... cuando los obispos aun dispersos por el mundo, pero manteniendo el vínculo de comunión entre sí y con el sucesor de Pedro, como maestros auténticos en materia de fe y costumbres convienen en exponer una enseñanza como definitiva, anuncian infaliblemente la doctrina de Cristo».Lumen Gentium.

No resulta ser, por lo demás lo más importante, en lo que respecta al carácter doctrinal vinculante de las enseñanzas que integran este Magisterio Ordinario, la forma más o menos solemne de promulgación (que es precisamente aquello que muchos de estos 'teólogos del dispenso' parecieran pretender para toda afirmación infalible) sino que conste claramente en razón de su misma formulación clara, precisa, explícita e imperativa, la 'intención definitoria' de los concilios y de los papas. Lo decisivo para la Iglesia católica es únicamente que, el papa y los obispos en comunión con Él, hagan patente y manifiesto su propósito de imponer a toda la Iglesia la aceptación de dicha doctrina de fe y costumbres.
Esto no quiere decir que los democristianos no vean la existencia de un devenir de doctrinas filosófico-políticas que se van apartando de la visión cristiana del mundo. Sin embargo, en contraposición con los católicos sin esperanza en la política contemporánea de partidos políticos, los demócrata-cristianos ponen foco en el hecho objetivo de que a pesar de todas las crisis y persecuciones que ha sufrido el cristianismo durante más de 2000 años, este se ha profundizado cada vez más, como por ejemplo en la Doctrina social de la Iglesia, y como en el pasado después del surgimiento de una nueva herejía ha venido una definición doctrinal mediante un nuevo Concilio, después de la aparición de una nueva corriente de pensamiento no cristiana, llámese capitalismo, comunismo o nazismo, los pensadores cristianos han enriquecido el pensamiento filosófico-político cristiano hasta llegar a profundidades impensables en épocas anteriores.

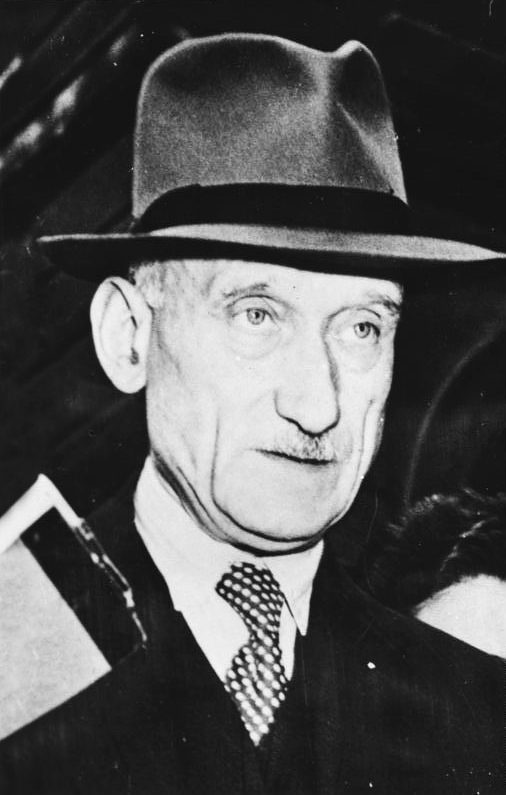
Robert Schuman

Consecuentemente, la democracia cristiana no comparte las posturas fundadas en la idea de decadencia «a secas» en la historia a partir de la Edad Media, en que los ámbitos sociocultural y político supuestamente estuvieron impregnados de religiosidad verdadera, netamente favorables a la restauración plena de la cristiandad tradicional -algo utópico- o que concluyen en que la vida cristiana «auténtica» regresa nuevamente a las catacumbas, abandonando la lucha política. Quienes sostienen este punto de vista, en definitiva, no creen en la Democracia republicana como forma de gobierno.
Más aún, ciertos pensadores políticos cristianos como el Siervo de Dios Robert Schuman, en su obra Por Europa (en francés Pour l’Europe) profundiza la relación entre la formación de la democracia moderna y el cristianismo:

... «La democracia debe su existencia al cristianismo. Nació el día en que el hombre fue llamado a realizar en la vida de todos los días la dignidad de la persona en su libertad individual, en el respeto de los derechos de cada uno y en la práctica del amor fraternal para con todos. Nunca, antes de Cristo, se habían formulado semejantes conceptos.» Robert Schuman. Pour l’Europe (1963)

### Relación Iglesia-Estado

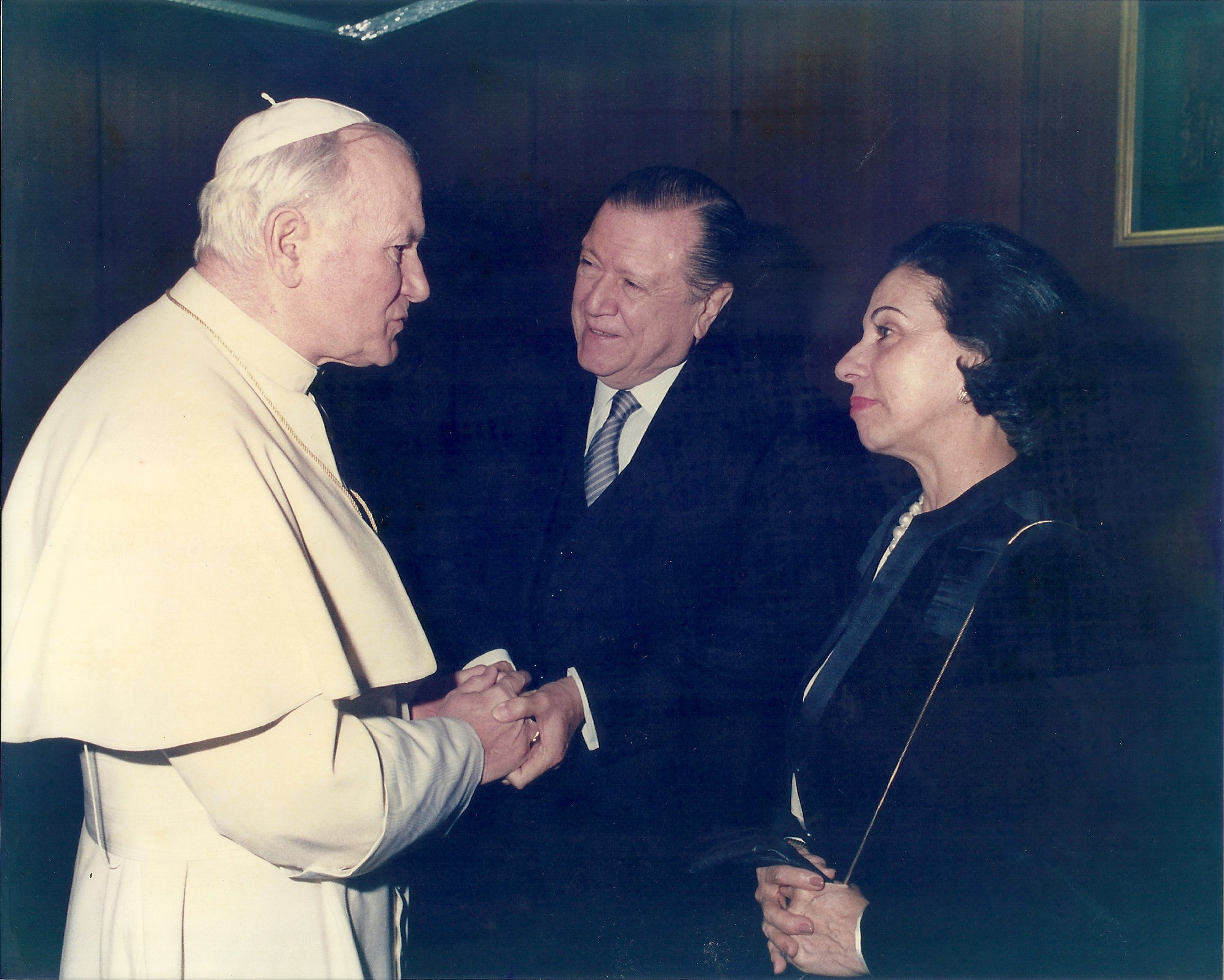
En 1987 el político democristiano venezolano Rafael Caldera, fue invitado por el papa Juan Pablo II como orador de orden en la conmemoración de los veinte años de la encíclica Populorum Progressio.

Respecto a esta relación entre la Iglesia y el Estado, los democratacristianos tienen una opinión distinta al Laicismo y a la Masonería. Para la democracia cristiana el Estado no debe considerar a la religión como un simple sentimiento individual, que se podría confinar al ámbito privado. Al contrario, la religión, al estar organizada también en estructuras visibles, como sucede con la Iglesia católica, se ha de reconocer como presencia comunitaria pública. Esto supone, además, que a cada confesión religiosa (con tal de que no esté en contraste con el orden moral y no sea peligrosa para el orden público) se le garantice el libre ejercicio de las actividades de culto -espirituales, culturales, educativas y caritativas- de la comunidad de los creyentes.
Por tanto, la democracia cristiana nunca va a negar a la comunidad cristiana, y a quienes la representan legítimamente, el derecho de pronunciarse sobre los problemas morales que hoy interpelan la conciencia de todos los seres humanos, en particular de los legisladores y de los juristas. En efecto, no se trata de injerencia indebida de la Iglesia en la actividad legislativa, propia y exclusiva del Estado, sino de la afirmación y de la defensa de los grandes valores que dan sentido a la vida de la persona y salvaguardan su dignidad.
Estos valores, afirman que, antes de ser cristianos, son humanos; por eso ante ellos no puede quedar indiferente y silenciosa la Iglesia, que tiene el deber de proclamar con firmeza sus creencias sobre el hombre y su dimensión sobrenatural.
En definitiva, la democracia cristiana cree que excluir la religión de la vida social, en particular la marginación del cristianismo, socava las bases mismas de la convivencia humana, pues antes de ser de orden social y político, estas bases son de orden moral.

## Historia

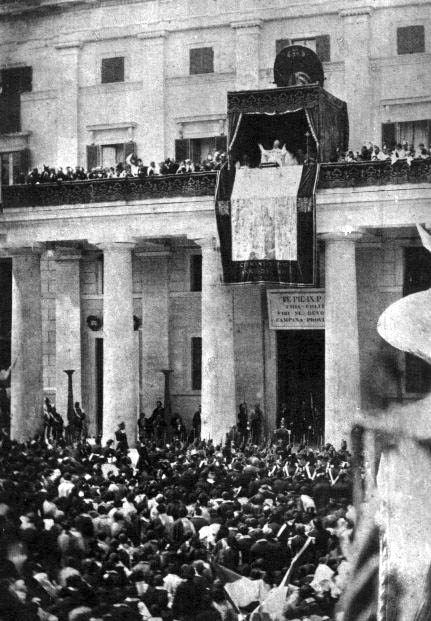
Pio IX en 1863.

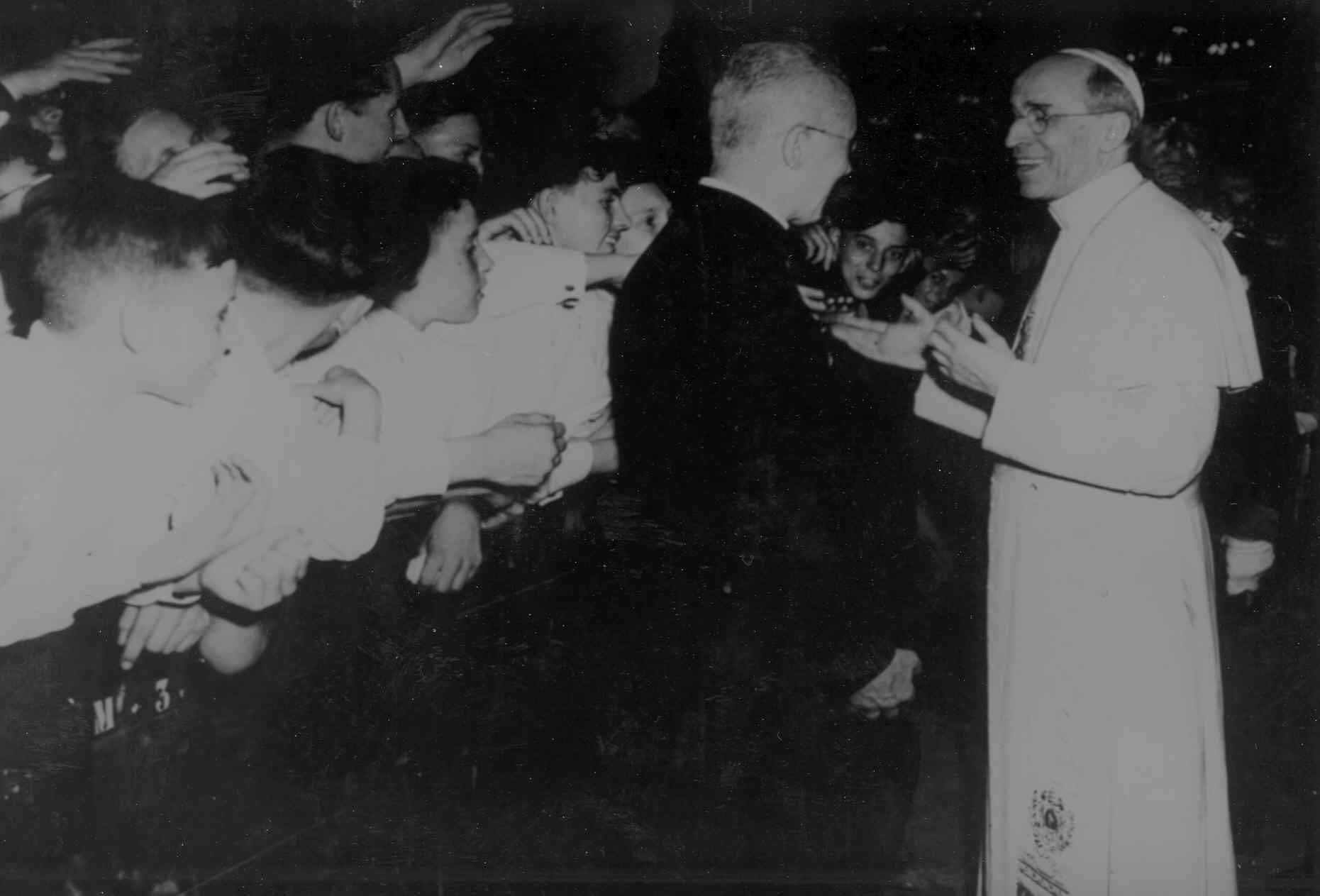
Pío XII durante el Radiomensaje de Navidad de 1944.

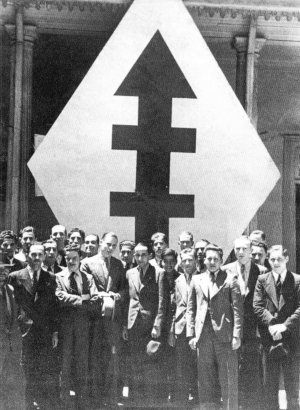
Falange Nacional fundada en 1935, posteriormente en 1957 se convierte en la Partido Demócrata Cristiano de Chile.

El cristianismo, históricamente, había tenido una intervención directa en lo político, con distintos planteamientos desde el debate que arranca con San Agustín. Sin embargo, ante la nueva sociedad que surge de las revoluciones industriales, no había realizado un planteamiento específico.
Durante el pontificado de Pío IX (1846-1878) se inicia en la Iglesia el denominado catolicismo social, para defender los derechos de los trabajadores tras la revolución industrial.
En 1864 el papa Pío IX en la encíclica Quanta Cura condenó el socialismo, el liberalismo político y la secularización de la sociedad. En el aspecto económico, hizo un primer esbozo de las enseñanzas que León XIII desarrollará: denunciaba conjuntamente, por una parte, la pretensión del socialismo del siglo XIX de sustituir la Providencia Divina por el Estado y, por otra, el carácter materialista del liberalismo económico que excluye el aspecto moral de las relaciones entre capital y trabajo.
Fue a finales del siglo XIX cuando surgieron en el norte de Francia, y en zonas de Bélgica y Holanda los primeros grupos que se autodenominaron demócrata cristianos. Esta fórmula de sindicalismo confesional representó un choque con el catolicismo tradicional, lo que obligó a la intervención de la Santa Sede.
En 1891 el papa Leon XIII en la encíclica «Rerum novarum» dejó patente su apoyo al derecho laboral de «formar uniones o sindicatos», pero también se reafirmaba en su apoyo al derecho de la propiedad privada. Además discutía sobre las relaciones entre el gobierno, las empresas, los trabajadores y la Iglesia, proponiendo una organización socioeconómica que más tarde se llamaría corporativismo.
En 1901 el papa León XIII, con la encíclica Graves de Communi Re rechazó el sindicalismo que implicaba la lucha de clases.

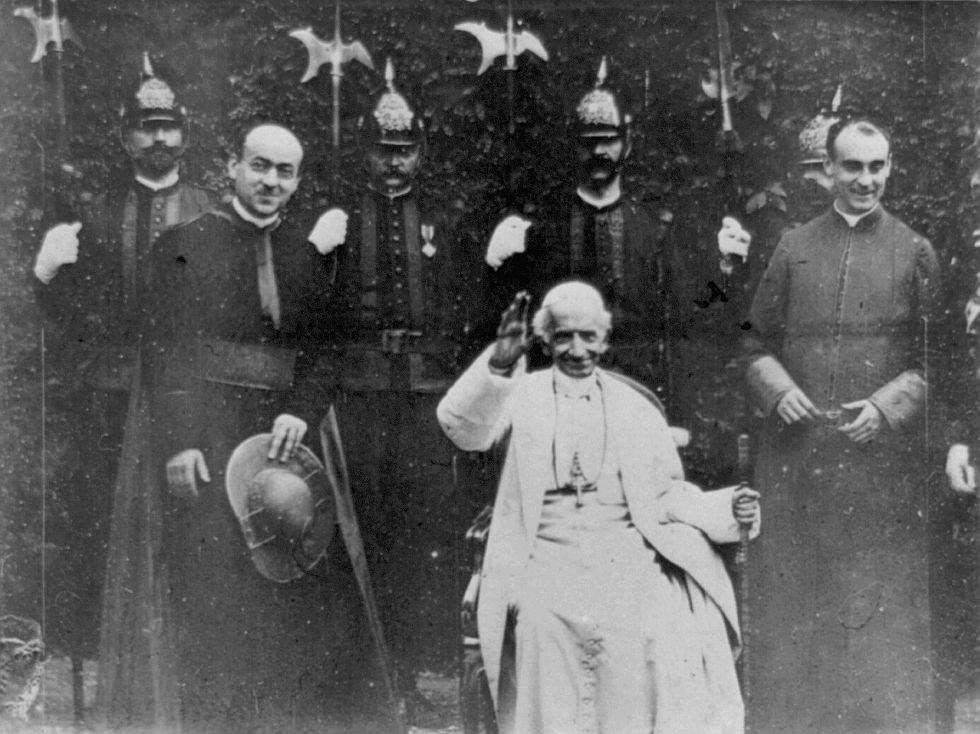
Primera grabación cinematográfica de un sumo pontífice, el papa León XIII, en 1896.

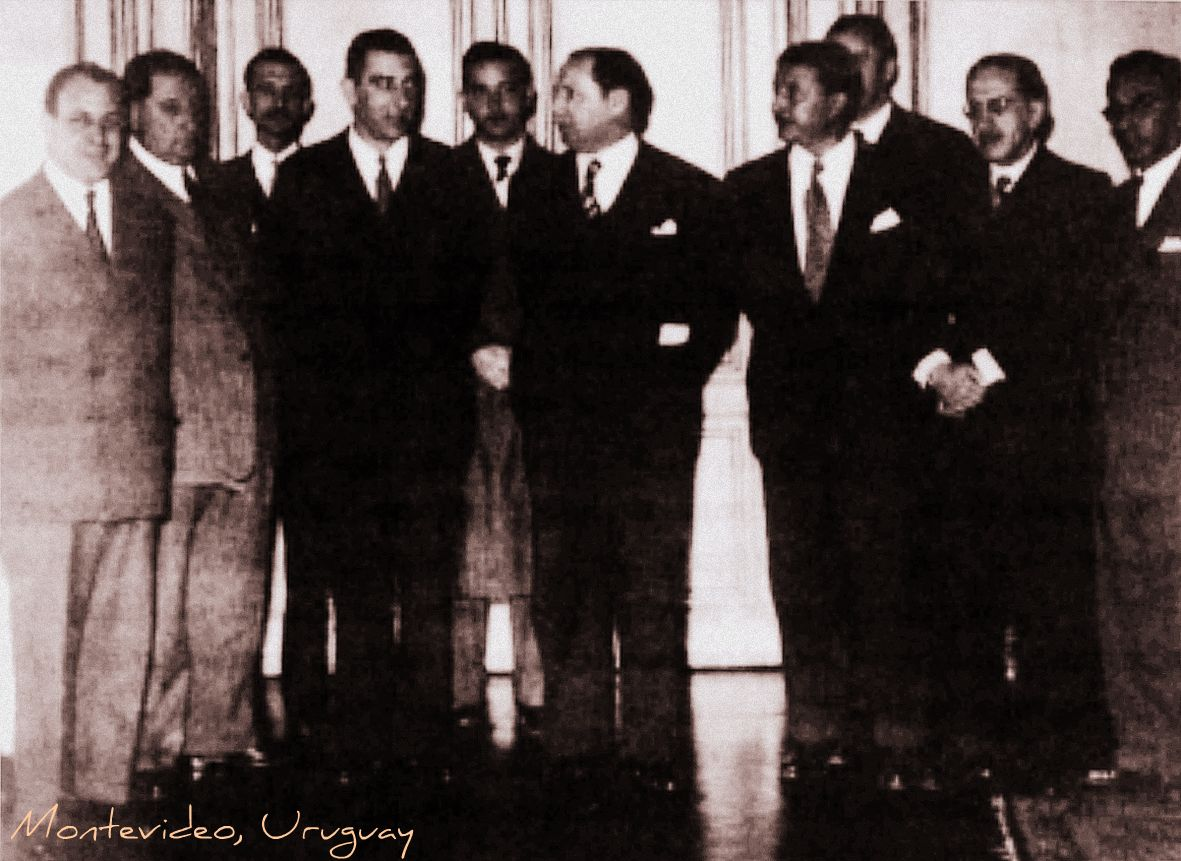
Fundación de la ODCA en 1947.

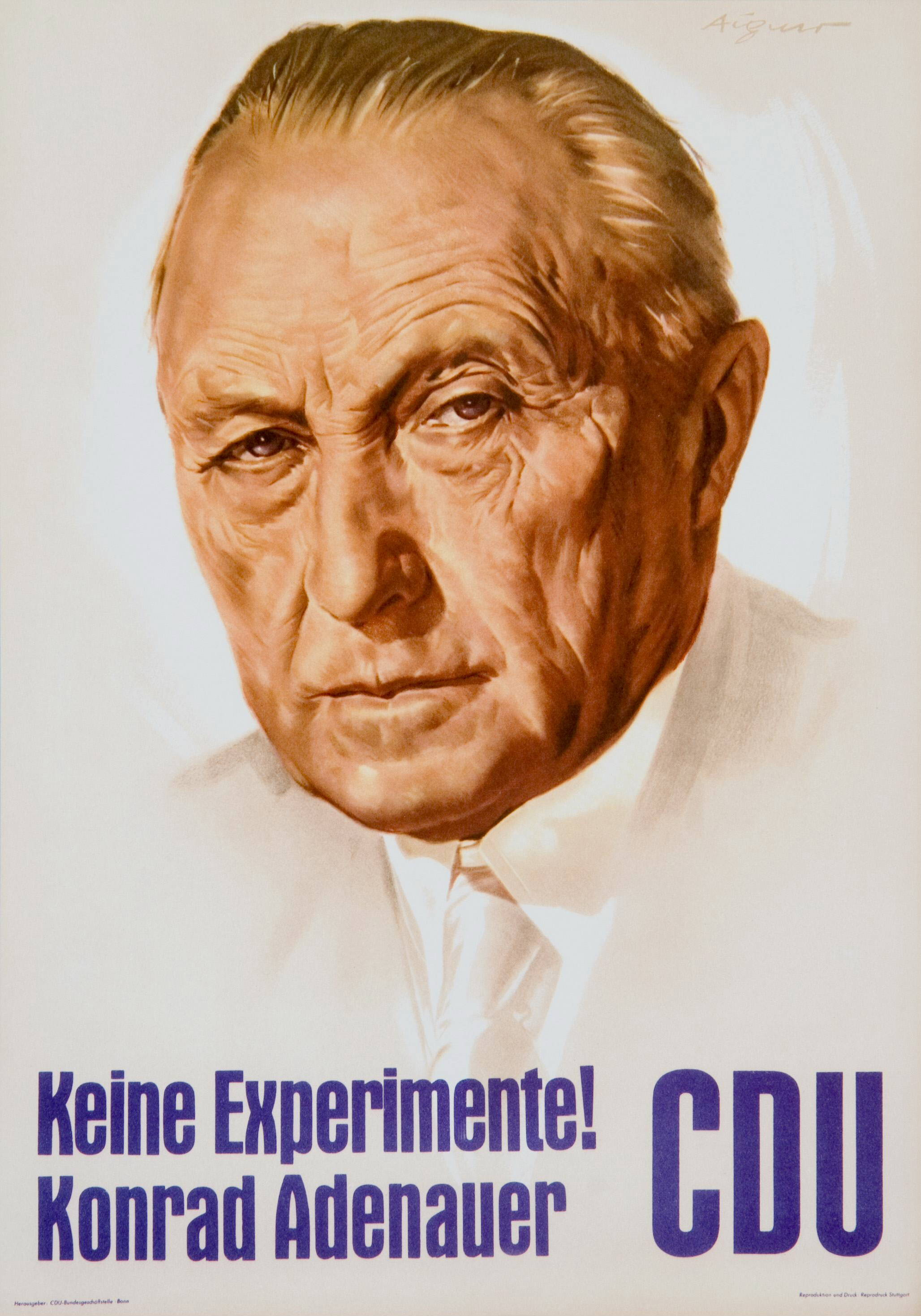
Propaganda electoral de Konrad Adenauer de 1957.

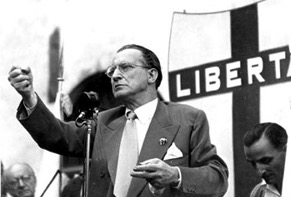
Alcide De Gasperi (uno de los políticos democratacristianos en proceso de canonización) puestos como ejemplo para los católicos por el papa Francisco.

En 1919, en Italia, el sacerdote católico y político Luigi Sturzo fundó el Partido Popular Italiano, una formación que se definía como democristiana. La Santa Sede, que seguía tutelando la participación de los católicos en la vida pública, estableció como límite los pactos o acuerdos con los partidos considerados ateos.
En 1931, la promulgación de la encíclica Cuadragésimo Anno del papa Pío XI, propuso llevar a la práctica los principios de la recta razón y de la filosofía socialcristiana sobre el capital de trabajo y su mutua coordinación. Un nuevo orden social y económico basado en la subsidiariedad enseñando evitar tanto el individualismo como el colectivismo, actualizando de esta forma las normas para resolver la agudización de la cuestión social. La encíclica salió precisamente cuando habían comenzado a imperar los ultranacionalismos italiano y alemán en Europa. Poco después, Pío XI condenaba al nazismo y al fascismo, cuyo origen es el corporativismo, y luego condenaría al comunismo ateo. Además, Pio XI enseñaba que las formas estatales modernas donde «mayor es la participación del pueblo en el Estado», se presentan como «formas que, como todas las que se fundan en un régimen justo, no rechaza la doctrina de la Iglesia, pero que ciertamente dan mayor facilidad a las maquinaciones de las facciones».
En plena Segunda Guerra Mundial (1939 - 1945), lo que dio un impulso decisivo a la Democracia Cristiana para el mundo entero fue el Radiomensaje para la Navidad de 1944 llamado «Benignitas et humanitas» de Pío XII en que, concluyendo la Segunda Guerra Mundial pero todavía en el poder el Duce de la República Social Italiana Benito Mussolini, el papa valoró, aunque con cierta cautela, la forma democrática de gobierno.

«Manifestar su parecer sobre los deberes y los sacrificios que se le imponen; no verse obligado a obedecer sin haber sido oído: he ahí dos derechos del ciudadano que encuentran en la democracia, como lo indica su mismo nombre, su expresión. Por la solidez, armonía y buenos frutos de este contacto entre los ciudadanos y el gobierno del Estado se puede reconocer si una democracia es verdaderamente sana y equilibrada, y cual es su fuerza de vida y de desarrollo.» (Fragmento del Radiomensaje para la Navidad de 1944 llamado Benignitas et humanitas)
Papa Pío XII

Durante esa década surgieron nuevas agrupaciones identificadas con el pensamiento democristiano, en distintas ciudades del mundo, siguiendo la tendencia de Europa con Konrad Adenauer (Canciller alemán en 1949-63, fundador del partido Unión Demócrata Cristiana de Alemania que actualmente preside la canciller Federal de Alemania Angela Merkel), Alcide de Gasperi (fundador del actualmente disuelto partido Democracia Cristiana Italiana) y Robert Schuman (ministro de Relaciones Exteriores francés en 1948-53 y líder del también del actualmente disuelto partido Movimiento Republicano Popular de tendencia demócrata-cristiana), padres fundadores de la Unión Europea.
La democracia cristiana siguió creciendo, no solo en Europa Occidental, sino también en países de América Latina, como Chile. Tras la Segunda Guerra Mundial, y concretamente en la década de los 60, tras el Concilio Vaticano II, la Santa Sede dejó de tutelar directamente a la democracia cristiana, que basa sus actuaciones alrededor del humanismo cristiano.
El 23 de abril de 1947, durante una reunión en Montevideo, Uruguay, a la que asistieron las principales figuras políticas de Argentina, Brasil, Chile y Uruguay que coincidían en la necesidad de crear una organización internacional de demócratas cristianos se fundó la Organización Demócrata Cristiana de América. Representantes de Bolivia y Perú también adhirieron –a través de notas escritas- al nuevo organismo. En el encuentro, fue creada una directiva con la misión de organizar la «sección internacional» del movimiento, integrada por Manuel Vicente Ordóñez, de Argentina; Trisao de Ataide, de Brasil; Eduardo Frei Montalva, de Chile; y Dardo Regules, de Uruguay. La Declaración de Montevideo, 23 de abril de 1947, fijó como objetivo:

...«fundar un movimiento supranacional de bases y denominaciones comunes que tiene por finalidad promover, por medio del estudio y la acción, una verdadera democracia política, económica y cultural, sobre el fundamento de los principios del humanismo cristiano, dentro de los métodos de libertad, respeto a la persona y desenvolvimiento del espíritu de comunidad y contra los peligros totalitarios…». (DECLARACIÓN DE MONTEVIDEO, 23 DE ABRIL DE 1947)

En el año de 1961 nació la Internacional Demócrata Cristiana bajo el nombre de Unión Mundial Demócrata Cristiana, creada por los Nuevos Equipos Internacionales (organización predecesora de la Unión Europea Demócrata Cristiana, UEDC), por la Organización Demócrata Cristiana de América (ODCA) y por la Unión Demócrata Cristiana de Europa Central (UCDEC).
Las bases doctrinales de la democracia cristiana las podemos encontrar en la obra de Tomás de Aquino, quien establecía los tres planos del mundo. En el vértice superior, está la ley eterna, o ley divina. De este derecho divino deriva la ley natural, que es el conjunto de normas éticas aprehendidas racionalmente por el hombre. En un tercer plano se sitúa la ley humana, que es el conjunto de normas para la organización de la sociedad. Estos tres planos, según Tomás de Aquino deben estar en armonía y no debe haber contradicciones entre ellos, para que se genere lo que llamó como civitas.
Este planteamiento, para el tiempo presente, se actualiza con la doctrina social de la Iglesia, que se construye sobre todo con las encíclicas de León XIII. En la Libertas Praestantissimum defiende la libertad del hombre pero rechaza al liberalismo porque este no asume la autoridad divina. La más importante para la doctrina social de la iglesia es la Rerum novarum (1891), en la que se reconoce la situación de miseria en la que vivían muchos trabajadores como resultado del afán de enriquecimiento que produce el liberalismo capitalista. Pero la alternativa no podía ser el socialismo por dos motivos: porque era ateo y porque era colectivista, y atentaba por tanto a la propiedad privada que se consideraba esencial para el mantenimiento con dignidad de la familia.
La solución que propone es una alternativa pactista, que parte de la idea de que tanto empresarios como trabajadores, son todos hijos de Dios, y por lo tanto deben ceder en sus aspiraciones para llegar a un acuerdo entre ellos. Otro aporte innovador de la Rerum novarum es que anticipa la llegada del estado del bienestar, cuando plantea la intervención del Estado para atenuar las situaciones de injusticia social e incidir en el reparto de la riqueza.
Otra innovación importante es la que encontramos en la encíclica de Pío XI, Quadragesimo Anno (1931). En esta encíclica se alientan las vías cooperativas en las empresas donde trabajadores y empresarios participan tanto en la gestión como en los beneficios.
Pero lo que dio un impulso decisivo a la democracia cristiana no solo en el mundo entero fue el Radiomensaje para la Navidad de 1944 llamado «Benignitas et humanitas» de Pío XII en que, concluyendo la Segunda Guerra Mundial, el papa valoró, aunque con cierta cautela, la forma democrática de gobierno.

«Manifestar su parecer sobre los deberes y los sacrificios que se le imponen; no verse obligado a obedecer sin haber sido oído: he ahí dos derechos del ciudadano que encuentran en la democracia, como lo indica su mismo nombre, su expresión. Por la solidez, armonía y buenos frutos de este contacto entre los ciudadanos y el gobierno del Estado se puede reconocer si una democracia es verdaderamente sana y equilibrada, y cual es su fuerza de vida y de desarrollo.» (Fragmento del Radiomensaje para la Navidad de 1944 llamado Benignitas et humanitas)
Papa Pío XII

En la segunda mitad del siglo XX, y coincidiendo con la progresiva emancipación de la tutela vaticana de la democracia cristiana, esta corriente ideológica ha ido consolidándose y extendiéndose. La Internacional Demócrata Cristiana (IDC), agrupa a un centenar de partidos, fundamentalmente europeos y latinoamericanos.
La primera agrupación demócrata-cristiana en España fue el Grupo de la Democracia Cristiana, creado en 1919, que dio lugar en 1922 al Partido Social Popular. Durante la Segunda República continuaron estas tendencias Acción Popular y la CEDA, y, en Cataluña, Unió Democrática de Catalunya (UDC), que en 1978 se federó en CiU y desapareció en 2017. En el año 1990, la antigua Alianza Popular (AP), en su refundación, con el nuevo nombre de Partido Popular (PP), abandonó la adscripción conservadora para integrarse en el ámbito de la democracia cristiana. En el inicio del siglo XXI, esta internacional, y a iniciativa de los españoles, ha asumido una doble denominación, y también se llama Internacional Demócrata de Centro, para ampliar la presencia de partidos que tenían reparos hacia las denominaciones religiosas. Con ocasión de la apertura del registro de grupos políticos después de 1976, la Iglesia española hizo la indicación de que no deseaba que ningún grupo político llevase en su nombre la mención: 'Cristiano', lo que se respetó.
La democracia cristiana es actualmente una corriente que ha experimentado una evolución paralela a la que tuvo la socialdemocracia. Si ésta es interclasista, la democracia cristiana se dirige a un electorado no exclusivamente religioso.
El 30 de abril de 2015 el Papa Francisco en la audiencia a las comunidades de espiritualidad ignaciana Vida Cristiana y la Liga Misionera de Estudiantes de Italia, y ante ex estudiantes de la escuela de los jesuitas Máximo de Roma, puso como ejemplo tanto al Siervo de Dios Robert Schuman como a Alcide De Gasperi (dos de los políticos democratacristianos en proceso de canonización) por ser «católicos que hicieron una política no sucia, buena».

## Relacionados
El partido político que actualmente gobierna en Turquía, el Partido de la Justicia y el Desarrollo (AKP) se puede describir como democracia islámica.
En Pakistán la Liga Musulmana de Pakistán (N) ha obtenido en varias ocasiones el gobierno del país y es un partido que también aduce defender la democracia islámica, conservador sin ser islamista, es por lo general considerado un partido moderado de centroderecha.
En Túnez el Partido del Renacimiento se proclama demócrata islámico y asegura seguir el ejemplo del Partido de la Justicia y el Desarrollo de Turquía, aunque sus detractores lo tachan de islamista.
El partido político japonés Nuevo Kōmeitō, puede ser descrito como partido demócrata budista.
El partido político tailandés Partido Puea Thai, puede ser descrito como partido demócrata budista.
El partido monárquico camboyano FUNCINPEC es miembro de la Internacional Demócrata de Centro.
En Chile además del partido demócrata cristiano, existe el partido izquierda cristiana que es una separación del partido demócrata cristiano de Chile, este partido abiertamente es de izquierda y plantea el socialismo desde un punto de vista cristiano, además sigue la teología de la liberación.
En Uruguay existe el partido Demócrata Cristiano, de centro a centro izquierda, es uno de los partidos que conforman el Frente Amplio y que además, fue el partido que dio acogida al fundador del mismo, Líber Seregni.

### Organizaciones democratacristianas internacionales
- Internacional Demócrata de Centro (CDI) –  anteriormente llamada Internacional Demócrata Cristiana
- Organización Demócrata Cristiana de América (ODCA) –  miembro regional de la CDI para el continente americano
- Movimiento Político Cristiano Europeo (ECPM) –  partido político europeo (no miembro de la CDI)
- Partido Demócrata Europeo (EDP) –  partido político europeo (no miembro de la CDI)
- Partido Popular Europeo (EPP) –  el más grande partido político transnacional europeo (miembro de la CDI y miembro regional de la CDI para el continente europeo)

### Conceptos relacionados
| - Doctrina social de la Iglesia - Pensamiento comunitario - Conservadurismo compasivo - Izquierda cristiana - Neocalvinismo - Distributismo - Principio de subsidiariedad - Derecho natural | - Libertarismo cristiano - Socialismo cristiano - Dominio (teología) - Georgismo - Democracia islámica - Teología de la liberación - Cultura de la vida | - Catolicismo político - Centrismo radical - Conservadurismo social - Socialdemocracia - Economía social de mercado - Tercera vía - Personalismo |